# لایف استورج
لایف استورج (انگلیسی: Life Storage) شرکت املاک آمریکایی است، که در سال ۱۹۸۲ تأسیس شد.